# Перестрелка на фабрике «Меньшевик»
Перестрелка на фабрике «Меньшевик» произошла 27 декабря 2017 года у головного офиса фабрики в Москве на улице Иловайской (дом 20, корпус 1). Группа приставов собиралась провести опись имущества и взыскать долги с фабрики по запросу совладельца зданий Шамсутдина Раджабова. Директор фабрики Илья Аверьянов расценил подобные действия как попытку рейдерского захвата и открыл огонь по нападавшим из ружья «Сайга». В результате был убит охранник нового собственника. Аверьянова задержали на следующий день, поместив под арест — ему предъявили обвинения в умышленном убийстве лица при исполнении служебных обязанностей. За время пребывания в СИЗО Аверьянов подвергался побоям; вины своей не признавал и утверждал, что убийство произошло случайно. 10 февраля 2020 года суд присяжных признал Аверьянова невиновным в умышленном убийстве и оправдал его по всем статьям.

## Директор фабрики
Директором предприятия на момент событий был Илья Иванович Аверьянов (родился 18 января 1968 года в Москве): получил высшее образование, с 1993 года состоял в РСПП, занимался дистрибуцией брендов по стране. Как индивидуальный предприниматель, ранее был генеральным директором компаний «Норман и к», «Регион 101» и «Санвардтранс Лидер», в 1998 году приобрёл у завода «Спортзнак» полуразрушенные корпуса, а после реконструкции и нового строительства создал кондитерскую фабрику «Меньшевик». Отец восьми детей; характеризовался знакомыми как серьёзный, добрый, невспыльчивый и принципиальный человек. С 1996 года имел лицензию на владение огнестрельным оружием — карабином «Сайга», который хранил в кабинете в целях самозащиты.

## Рейдерский захват
В 2007 году, по словам Аверьянова, его предприятие «Регион 101» пострадало от рук мошенников, которые выпустили двойные векселя и убедили директора «Меньшевика» подписать документы в обмен на выдачу кредита в размере 70 млн. рублей. Хотя через два года Аверьянов вернул долг, 23 декабря 2010 года суд заявил, что Аверьянов должен платить не за один, а за два векселя, и постановил взыскать с того крупную сумму денег. Оппонент Аверьянова, владелец компании «Денэм Холл» Шамсутдин Тажидинович Раджабов, которая и потребовала взыскать долги с Аверьянова, отрицал факт существования двойных векселей и выплат от Аверьянова. 9 апреля 2013 года арбитражный суд завершил тяжбу, обязав Аверьянова выплатить в течение года ещё 30% от присуждённого долга. Исполнение обязательств обеспечивалось ипотекой двух зданий фабрики. В связи со случившимся на фабрике сложилась непростая ситуация в плане выплаты заработной платы сотрудникам. Раджабов не признавал обвинений от Аверьянова, утверждая, что тот не возвращал кредит и находил для этого разные поводы.
В январе 2014 года судебным приставом Максимом Степановым (Даниловский ОСП управления Федеральной службы судебных приставов) было возбуждено ещё одно исполнительное производство о взыскании задолженности в размере около 16 млн. рублей; Раджабов, согласно заявлениям Аверьянова, подделал ряд документов и добился того, что 12 февраля имущество фабрики было арестовано, а 13 мая передано Раджабову, что позволило ещё и выкупить право требовать задолженности фабрики перед «Мосгазом» и стать новым совладельцем зданий фабрики. Из более чем 90 млн. рублей долга фабрики около 1,5 млн. рублей «Меньшевик» задолжал «Мосгазу», а ещё около 4 млн. рублей необходимо было уплатить как проценты за пользование чужими финансами и госпошлину по различным судебным делам. 30 октября фабрика была переоформлена на Раджабова и «Денэм Холл» окончательно: последующие попытки Аверьянова вернуть фабрику успехом не увенчались, а в апреле 2017 года на территорию фабрики прорвались вооружённые арматурой рейдеры, среди которых были «лица кавказской национальности», и избили охрану, нанеся Аверьянову черепно-мозговую травму и сломав ему нос. Аверьянов неоднократно обращался в суды, однако уголовное дело по факту мошенничества и вымогательства, а также вооружённого нападения никто так и не возбудил. Раджабов заявлял, что Аверьянов пытался выставить его мошенником и лидером этнической преступной группировки и что его в апреле 2017 года никто не бил, а пострадавшим был один из приставов.

## Перестрелка
27 декабря 2017 года Раджабов вместе с приставами и охраной пришёл к главному корпусу фабрики (улица Иловайская, дом 20, корпус 1) описывать имущество предприятия и изымать долг в размере 3,3 млн. рублей. По данным прокуратуры, Аверьянов обнаружил приставов и открыл огонь из ружья, пытаясь их прогнать. По словам Аверьянова, ему угрожали оружие и даже выстрелили, в ответ на что он выстрелил дважды в пол. Кто-то стал бороться за карабин, и в этот момент прогремел выстрел: шальная пуля попала в охранника нового собственника, Алексея Осипова, который подписал в тот день трудовой договор и приступил к работе. По свидетельствам слесаря Николая Журавского, Аверьянов стрелял неоднократно, распугивая рабочих завода звуками выстрелов, а все эти события продолжались около 40 минут.
На следующий день на складе типографии газеты «Правда» задержали Аверьянова, отправив его под арест в СИЗО «Бутырка». По данным прокуратуры, Аверьянов обнаружил на предприятии приставов, пытавшихся взыскать долг, и открыл огонь, однако сбежал с территории завода ещё до оцепления. На территории завода были обнаружены стреляные гильзы от травматического пистолета, а всего было насчитано 15 выстрелов из пистолета и 6 выстрелов из «Сайги». 18 января началась процедура рассмотрения вопроса о признании фабрики банкротом, однако уже 28 марта 2018 года арбитражный суд Москвы прекратил производство: соучредитель КФ Людмила Невзгодина, владелец 80% акций фабрики, погасила сумму основного долга с процентами перед «Мосгазом» в суммарном размере 750 тысяч рублей.

## Под следствием
Аверьянову предъявили обвинения в умышленном убийстве. Вину тот не признавал и утверждал, что выстрелил чисто случайно. Адвокатом предпринимателя был назначен Андрей Бастраков, который пытался добиться переквалификации обвинения на «причинение смерти по неосторожности». С лета 2018 года, по словам Аверьянова, следственных действий с ним не проводилось, а арест неоднократно продлевался. Аверьянов настаивал, что его предприятие пытались захватить рейдерским путём. За время пребывания в СИЗО состояние Аверьянова ухудшилось, он лежал с гипертоническим кризом и высоким давлением. 21 мая 2019 года его попытались вывести к следователю, а получив отказ, избили. На следующий день Аверьянов попытался покончить с собой, перерезав вены на ногах, однако врачи спасли его, оказав помощь в НИИ имени Склифосовского, и отправили в психиатрическое отделение Бутырки. Медики установили, что у Аверньянова были многочисленные шишки, синяки и ссадины на теле, а также порезы на лодыжках. Факт применения силы подтвердил начальник СИЗО № 4 Владимир Машкин.

## Суд присяжных
18 октября 2019 года было утверждено обвинительное заключение в отношении Аверьянова, которого обвинили в умышленном убийстве лица при осуществлении последним служебной деятельности и умышленном причинении тяжкого вреда здоровью человека. Последнее обвинение было связано с дракой 1 июня 2016 года на Иловайской улице с человеком по имени Анатолий Замосковный, который работал на той самой фабрике. Однако 10 февраля 2020 года присяжными Аверьянов был признан невиновным в совершении всех инкриминируемых ему деяний и полностью оправдан. Присяжные согласились с тем, что охранника на фабрике «Меньшевик» убили из «Сайги», однако сочли недоказанным, что убийство совершил именно Аверьянов с целью воспрепятствовать работе судебных приставов.
Аверьянов заявил, что доволен вердиктом и отметил, что в случае, если бы дело рассматривали не присяжные, он получил бы большой срок. От требования какой-либо денежной компенсации он отказался, отметив, что сам факт его оправдания является более важным. Мать погибшего охранника заявила о своём несогласии с вердиктом присяжных и о намерении подать касационную жалобу.

## Общественный резонанс
Рассмотрение дела Аверьянова привлекло внимание ряда печатных и интернет-изданий (как российских, так и зарубежных, в том числе BBC) и стало сюжетом выпусков новостей разных телеканалов. Ещё до ареста Аверьянов позвонил на радиостанцию Business FM и сделал заявление, обвинив нескольких лиц в попытке отобрать у него фабрику и разорить её, а также заявив о существовании некоей этнической преступной группировки, которая и была причастна к подобным схемам:

Я щас тут сижу, забаррикадировался! Короче говоря, банда, кавказская, осетинская, во главе с двумя прокурорами: они занимаются отъёмом недвижимости! У меня по поддельным документам отобрали фабрику, разорили меня. У меня восемь детей. Я четыре года бьюсь! Они всё перекупают, подделывают документы, по поддельным документам отсуживаются. Сегодня утром я пришёл на работу, меня стали брать штурмом — с пистолетами, с оружием — я применил оборону. Пишите прям: Дударов, главный коррумпант, и Чехоев, сын депутата от КПРФ — это смотрящие, один по ЮЗАО, другой по ЮВАО! Кто ещё? Раджабов Шамсутдин Тажидинович, это их односельчанин, и служба судебных приставов: там, правда, русские фамилии, но они такие же. Дайте это в эфир, пусть вся страна встаёт!!! Я русский человек, я физик! Я Родине служил честно, я за родину жопу рвал, а эта новая дженерейшн издевается над русскими людьми!

Упомянутый Сослан Дударов — зампрокурора ЮВАО Москвы, куда всячески обращался Аверьянов с просьбой возбудить уголовное дело и откуда он получал отказ. Сын депутата от КПРФ Анатолия Чехоева Георгий в интервью заявил, что об Аверьянове прежде не слышал никогда. На первых допросах Аверьянов рассказал о событиях «по горячим следам», объясняя свои действия. Исходя из данных им первых интервью, адвокаты первоначально строили защиту Аверьянова на базе допустимой законом самообороны. В прессу также попали публикации о том, что с Аверьяновым дурно обращались в СИЗО, избивая и пытаясь вывести на допрос вопреки медицинскому заключению, согласно которому, у Аверьянова наблюдалось высокое давление; а также сообщения о попытке Аверьяновым покончить с собой.
Со своей стороны, Раджабов в интервью разным изданиям всячески отрицал какие-либо обвинения в свой адрес от Аверьянова, не признавая факт подделки документов и подлога, называя своего оппонента «самодуром», обвиняя его в отказе выплачивать долги и даже угрозах в отношении приставов — в интервью газете «Комсомольская правда» он сообщил, что Аверьянова не удавалось выселить даже через суд. По словам Раджабова, его оппонент якобы получил в 2000 году условный срок за то, что «в кого-то стрелял» из травматического. Согласно телеканалу «Дождь», в прошлом на форумах о работодателях в адрес Аверьянова звучали обвинения в мошенничестве за долги по зарплате перед работниками и физическом насилии в отношении работников, а также существовал сайт с говорящим за себя названием «Народ против вора-мошенника Аверьянова И.И. и его прислуги!».
В отношении сотрудников Даниловского ОСП, которые фактически позволили Раджабову произвести рейдерский захват «Меньшевика», позже было возбуждено уголовное дело по факту служебного подлога; позже его переквалифицировали на превышение должностных полномочий, но после смены следователя дело сначала было переквалифицировано на мошенничество и служебный подлог (подделка подписи понятного на акте судебного пристава), а затем было закрыто 16 ноября 2018 года за истечением срока давности. Собственно судебный пристав Степанов в 2016 году был приговорён к 7 годам тюрьмы и штрафу 80 млн. рублей за попытку дачи взятки.